# Ulochaetes
Ulochaetes is een kevergeslacht uit de familie van de boktorren (Cerambycidae). De wetenschappelijke naam van het geslacht werd voor het eerst geldig gepubliceerd in 1854 door LeConte.

## Soorten
Ulochaetes omvat de volgende soorten:
- Ulochaetes fulvus Pu, 1988
- Ulochaetes leoninus LeConte, 1854
- Ulochaetes vacca Holzschuh, 1982